# جمولو كندي
جمولو كندي (بالإنجليزية: Jamulu Kandi)‏ هي منطقة سكنية تقع في قسم انغوت الشرقي الريفي في إيران. يقدر عدد سكانها بـ 142 نسمة .